# یودیت پولگار
یودیت پولگار (به مجاری: Polgár Judit) (زادهٔ ۲۳ ژوئیه ۱۹۷۶ در بوداپست، مجارستان) استاد بزرگ شطرنج اهل مجارستان است. او بهترین شطرنج‌باز زن تاریخ شطرنج جهان به حساب می‌آید.
پولگار به همراه هو ایفان جز اولین زنانی هستند که تاکنون در جمع ۱۰۰ شطرنج‌باز برتر جهان قرار گرفته‌اند. او در آخرین رنکینگ فیده در ژوئیه ۲۰۱۰ با ریتینگ ۲۶۸۲ در رده پنجاهم قرار گرفته و بهترین رتبه او در این رنکینگ ردهٔ هشتم با ریتینگ ۲۷۳۵ در ژوئیه ۲۰۰۵ بوده است. یودیت پولگار در سن ۱۵ سال و ۴ ماهگی به درجه استاد بزرگ شطرنج رسید که در آن هنگام رکورد جوان‌ترین استاد بزرگ شطرنج جهان به حساب می‌آمد.
پولگار تنها زنی است که به عنوان یک نامزد جدی برای قهرمانی شطرنج جهان شناخته می‌شود و در سال ۲۰۰۵ در این مسابقات شرکت کرده است. او پیش از این نیز در تورنمنت‌های بزرگ حذفی با بیش از ۱۰۰ بازیکن برای کسب عنوان قهرمانی شطرنج جهان شرکت کرده بود. او همچنین تنها زن شطرنجی است که توانسته رتبه Elo 2700 را پشت سر بگذارد و در سال ۲۰۰۴ به رتبه هشتم جهان دست یافت و در سال ۲۰۰۵ بالاترین رتبه خود را با امتیاز ۲۷۳۵ به دست آورد. جودیت پولگار همچنین اولین زن شطرنجبازی است که در بین ده نفر برتر دنیای شطرنج قرار گرفته است.
در طول دوران حرفه‌ای خود، جودیت پولگار در بسیاری از تورنمنت‌های معتبر شطرنج پیروز شده است، از جمله تورنمنت‌های هاسیتس ۱۹۹۳، مادرید ۱۹۹۴، لیون ۱۹۹۶، و U.S. Open ۱۹۹۸. او تنها زنی است که موفق به شکست دادن یک قهرمان جهان در یک بازی شده است و همچنین یازده قهرمان جهان را در مسابقات سریع یا کلاسیک شطرنج شکست داده است. در تاریخ ۱۳ آگوست ۲۰۱۴، او از شطرنج رقابتی بازنشسته شد، اما پس از آن به عنوان کاپیتان و سرمربی تیم ملی شطرنج مردان مجارستان منصوب گردید. او در همان سال، نشان عالی صلیب بزرگ سنت استفان مجارستان را دریافت کرد. در سال ۲۰۲۱، به تالار شهرت شطرنج جهان وارد شد و در سپتامبر ۲۰۲۴، جایزه FIDE100 را به عنوان بهترین بازیکن زن شطرنج دریافت کرد. این جایزه به بازیکنی اعطا می‌شود که در توسعه شطرنج و ترویج آن نقش داشته و الگویی مناسب برای دیگر بازیکنان به‌شمار آید.

## زندگی شخصی

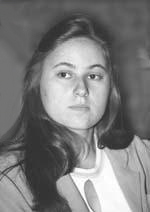

پولگار در ۲۳ ژوئیه ۱۹۷۶ در بوداپست به دنیا آمد و از یک خانواده یهودی-مجارستانی بود. او و دو خواهر بزرگترش، استاد بزرگ سوزان و استاد بین‌المللی سوفیا، بخشی از یک آزمایش آموزشی بودند که پدرشان، لاسلو پولگار، به‌منظور اثبات این‌که کودکان می‌توانند دستاوردهای استثنائی داشته باشند اگر از سنین خیلی پایین در یک رشته خاص آموزش ببینند، انجام داده بود. فلسفه لاسلو این بود که «نوابغ ساخته می‌شوند، نه متولد می‌شوند». او و همسرش کلارا سه دختر خود را در خانه آموزش دادند و شطرنج را به عنوان رشته تخصصی انتخاب کردند. همچنین، لاسلو به دخترانش زبان بین‌المللی اسپرانتو را آموخت. آن‌ها با مقاومتی از سوی مقامات مجارستان مواجه شدند، زیرا آموزش خانگی رویکردی «سوسیالیستی» نبود و در آن زمان برخی از منتقدان غربی آن‌ها را به دلیل محروم کردن خواهران از کودکی عادی مورد انتقاد قرار دادند.
به‌طور سنتی، شطرنج یک فعالیت مردانه محسوب می‌شد و زنان اغلب به عنوان بازیکنان ضعیف‌تر شناخته می‌شدند، بنابراین ایده قهرمان جهان زنان مطرح شد. اما از ابتدا، لاسلو با این ایده مخالف بود که دخترانش باید در مسابقات مختص زنان شرکت کنند. او نوشت: «زنان قادرند نتایجی مشابه مردان در زمینه‌های فعالیت‌های فکری به دست آورند. شطرنج یک نوع فعالیت فکری است، بنابراین این اصل در شطرنج هم صادق است؛ بنابراین، هر نوع تبعیض در این زمینه را رد می‌کنیم.» این امر پولگارها را در تضاد با فدراسیون شطرنج مجارستان قرار داد که سیاستش بر این بود که زنان باید در مسابقات مختص زنان بازی کنند. خواهر بزرگتر پولگار، سوزان، ابتدا با این بوروکراسی مبارزه کرد و در مسابقات مردان شرکت کرد و از شرکت در مسابقات زنان امتناع ورزید. در سال ۱۹۸۵، وقتی سوزان ۱۵ ساله بود و عنوان استاد بین‌المللی را داشت، اعلام کرد که به دلیل این تضاد نتواسته عنوان استاد بزرگ را دریافت کند، حتی با اینکه یازده بار نُرم آن را به‌دست آورده بود.
پولگار برخلاف دو خواهرش در مجارستان زندگی می‌کند، با گوستاو فونت دامپزشک اهل بوداپست ازدواج کرده و دو فرزند پسر و دختر به نام‌های اولیور و هانا دارد که در سال‌های ۲۰۰۴ و ۲۰۰۶ به دنیا آمده‌اند.

## شطرنج

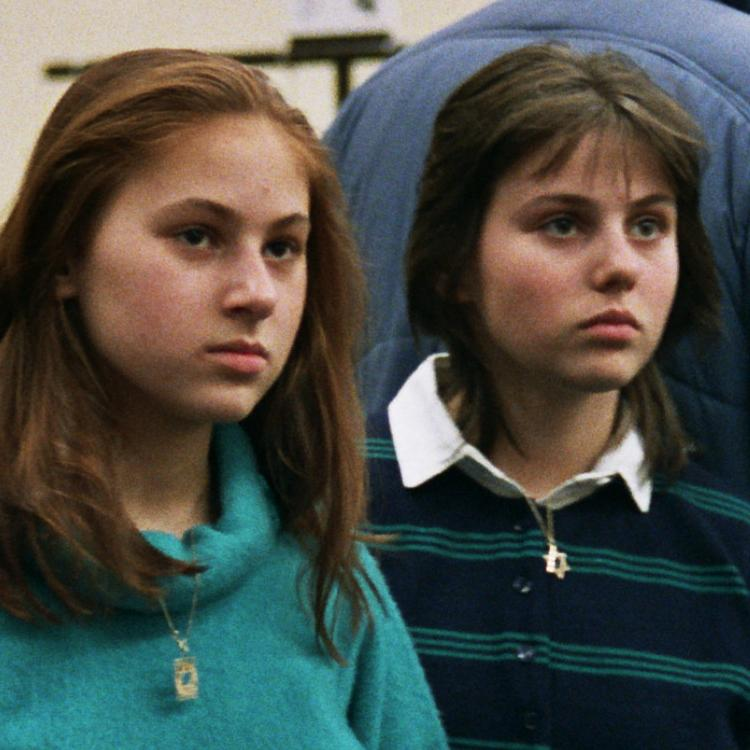
یودیت و خواهرش سوفیا، المپیاد شطرنج تسالونیکی، ۱۹۸۸

پولگار تقریباً هیچ‌وقت در مسابقات شطرنج زنان بازی نمی‌کند. او در ده سالگی توانست یک استاد بین‌المللی و در یازده سالگی یک استاد بزرگ را شکست دهد و در نوامبر ۱۹۹۵ نخستین زنی شد که در جمع ده شطرنج‌باز برتر دنیا قرار گرفته است.
پولگار هم‌چنین تنها شطرنج‌باز زنی است که توانسته بر یازده قهرمان شطرنج جهان غلبه کند. این قهرمانان عبارتند از: گری کاسپاروف، آناتولی کارپف، ویسواناتان آناند، ولادیمیر کرامنیک، وسلین توپالف، الکساندر خالیفمن، روسلان پونوماریف، بوریس اسپاسکی، رستم قاسمجانوف، مگنوس کارلسن و واسیلی اسمیسلوف.
پولگار به ندرت در مسابقات یا دسته‌های مخصوص زنان شرکت می‌کرد و هیچ‌گاه برای قهرمانی زنان در شطرنج رقابت نکرد: «من همیشه می‌گویم که زنان باید به خود اعتماد داشته باشند و باور کنند که به اندازه بازیکنان مرد توانمند هستند، اما تنها در صورتی که آماده باشند به اندازه بازیکنان مرد کار کنند و این را جدی بگیرند.» لادسلو پولگار به عنوان یک مربی شطرنج عالی شناخته شده است، اما خانواده پولگار همچنین از شطرنج‌بازان حرفه‌ای برای آموزش دخترانشان استفاده می‌کردند که از جمله آنها می‌توان به قهرمان مجارستان، استاد بین‌المللی تیبور فلوریان، استاد بزرگ پال بنکو و استاد بزرگ روسی، الکساندر چرنین اشاره کرد.
سوزان پولگار، بزرگ‌ترین خواهر، ۵ سال و نیم از سوفیا و ۷ سال از یودیت بزرگ‌تر بود و اولین کسی از خواهران بود که در شطرنج به شهرت رسید و با برنده شدن در مسابقات، تا سال ۱۹۸۶، به عنوان بهترین بازیکن زن شطرنج جهان شناخته شد. در ابتدا، یودیت که کوچک‌ترین بود، از خواهرانش جدا می‌شد تا در تمرینات شرکت کند، اما این تنها کنجکاوی یودیت را افزایش می‌داد. پس از اینکه او قوانین شطرنج را آموخت، متوجه شدند که یودیت قادر به یافتن راه‌حل‌هایی برای مسائلی است که آنها در حال مطالعه بودند و به زودی به گروه پیوست. یک شب، سوزان در حال مطالعه یک بازی پایانی با مربی خود، یک استاد بین‌المللی قوی، بود و نتوانستند راه‌حل را پیدا کنند. آنها یودیت را که در رختخواب خوابیده بود بیدار کردند و به اتاق تمرین بردند. یودیت هنوز نیمه‌خواب بود و نشان داد که چگونه مسئله را حل کنند و سپس او را دوباره به رختخواب برگرداندند. آزمایش لادسلو پولگار باعث شد تا خانواده‌ای از یک استاد بین‌المللی و دو استاد بزرگ شطرنج ایجاد شود و استدلال برای اهمیت تربیت به جای طبیعت را تقویت کند و نشان دهد که زنان می‌توانند استاد بزرگ شطرنج شوند.
جودیت پولگار از دوران کودکی استعداد شطرنج خود را به نمایش گذاشت. او در پنج سالگی بدون نگاه کردن به صفحه شطرنج، یکی از دوستان خانواده را شکست داد. پس از بازی، دوستش شوخی کرد و گفت: "تو در شطرنج خوب هستی، اما من آشپز خوبی هستم." جودیت پاسخ داد: "آیا تو هم بدون نگاه کردن به اجاق گاز غذا می‌پزی؟" هرچند طبق گفته خواهرش، سوزان، جودیت در ابتدا خیلی سریع شروع نکرده بود، اما او فردی پرکار و با تلاش زیاد بود. جودیت خودش در آن زمان خود را فردی "وسواسی" در زمینه شطرنج توصیف می‌کند. در ده سالگی اولین بازی خود را مقابل یک استاد بین‌المللی به نام دلفی دریمر برد و در یازده سالگی موفق به شکست یک استاد بزرگ به نام لوو گوتمن شد.

### استاد بزرگی
در دسامبر ۱۹۹۱، پولگار با پیروزی در مسابقات قهرمانی ملی مجارستان عنوان استاد بزرگ (GM) را به دست آورد و در آن زمان با ۱۵ سال و ۴ ماه، جوان‌ترین فردی بود که این عنوان را به دست می‌آورد. این رکورد یک ماه از رکورد بابی فیشر پیشی گرفت. او اولین زنی شد که عنوان استاد بزرگ را در سن پایین‌ترین سن ممکن کسب می‌کرد و همچنین چهارمین زنی که به این عنوان رسید (پس از نونا گاپرینداشیویلی، مایا چیبردانیادزه و خواهرش سوزان پولگار). با این دستاورد، پولگار رکورد خواهرش سوزان را که در ژانویه ۱۹۹۱ به عنوان جوان‌ترین استاد بزرگ زن به دست آورده بود، با بیش از ۷ سال اختلاف شکست.
در سال ۱۹۹۲، پولگار در مسابقات بین‌المللی مادرید در لینارس به‌طور مشترک در جایگاه دوم قرار گرفت و تنها آناتولی کارپوف از او پیشی گرفت. او و استاد بزرگ روسی ولادیمیر اپیشین با نتیجه ۵½–۳½ به پایان رساندند. در جولای همان سال، او در مسابقات یادبود رشفسکی در منهتن جایگاه دوم را به دست آورد و با چهار پیروزی، پنج تساوی و بدون شکست پایان یافت. در سپتامبر ۱۹۹۲، پولگار در یک تورنمنت در آروبا شرکت کرد که در آن تیمی از بازیکنان مردان برجسته در مقابل تیمی از بازیکنان زن برتر رقابت کردند. تیم مردان شامل لِو پولوگایفسکی، ولفگانگ اولمن، اسکار پانو، افیم گلر، بوریسلاو ایوکوف و واسیلی اسمیرنوف بود. تیم زنان شامل خود پولگار و خواهرش زسوزسا، پیا کراملینگ، چیبردانیادزه، کِتِوان آراخامیا و آلیسا گالیامووا بود. تیم مردان این مسابقات را با نتیجه ۳۹–۳۳ بردند، اما پولگار با ۷½–۴½ در جایگاه دوم قرار گرفت.
در سال ۱۹۹۳، پولگار در یک مسابقه نمایشی با بوریس اسپاسکی، قهرمان سابق جهان، به پیروزی رسید. سپس او در تورنمنت هیستینگز که در تعطیلات سال نو ۱۹۹۲–۹۳ برگزار شد، به‌طور مشترک برای جایگاه اول به رقابت پرداخت. استاد بزرگ روسی، اوگنی بارئیف، که در آن زمان هشتمین بازیکن برتر جهان بود، پیش از آخرین دور مسابقه در صدر قرار داشت، اما در بازی دوم مقابل پولگار شکست خورد و این اجازه را به او داد که جایگاه اول را با او شریک شود. بلافاصله پس از تورنمنت هیستینگز، پولگار یک مسابقه نمایشی در فوریه ۱۹۹۳ با بوریس اسپاسکی برگزار کرد و با نتیجه ۵½–۴½ پیروز شد و ۱۱۰٬۰۰۰ دلار جایزه دریافت کرد که بزرگ‌ترین جایزه مالی تا آن زمان در حرفه‌اش بود. پولگار همچنین در تورنمنت ملودی آمبر موناکو شرکت کرد که در آن مسابقاتی با چشم‌بند بین ۱۲ استاد بزرگ برگزار شد. آناند و کارپوف به ترتیب در جایگاه‌های اول و دوم قرار گرفتند و پولگار در جایگاه چهارم با ۶½ امتیاز از ۱۱ دور قرار گرفت.
جودیت در سن شش سالگی وارد مسابقات شطرنج شد و تا نه سالگی، ریتینگ او در فدراسیون شطرنج مجارستان به ۲۰۸۰ رسید. او در یک باشگاه شطرنج در بوداپست عضویت داشت و از بازیکنان سطح استاد برای کسب تجربه استفاده می‌کرد. در سال ۱۹۸۴، جودیت و خواهرش سوفیا، که به ترتیب ۹ و ۷ ساله بودند، در مسابقات شطرنج کور برگزار شده در بوداپست شرکت کردند و هر دو بازی را برنده شدند. در آوریل ۱۹۸۶، جودیت در اولین تورنمنت رتبه‌بندی شده خود در ایالات متحده شرکت کرد و در بخش بدون رتبه تورنمنت نیویورک قهرمان شد. در این تورنمنت، جودیت با کسب پیروزی در هفت بازی اول خود، توجه بسیاری از استادان بزرگ را جلب کرد و توانست توجه رسانه‌ها را به خود جلب کند. در سال ۱۹۸۸، جودیت توانست به عنوان جوان‌ترین بازیکن تاریخ عنوان استاد بین‌المللی را بدست آورد.
جودیت پولگار در پاسخ به سؤالی دربارهٔ بازی کردن مقابل پسرها به جای بخش دختران در مسابقات شطرنج گفت: «این دختران دیگر جدی به شطرنج نگاه نمی‌کنند… من پنج یا شش ساعت در روز تمرین می‌کنم، اما آنها با کارهای خانه و آشپزی حواسشان پرت می‌شود.» این اظهار نظر نشان‌دهنده تعهد جودیت به شطرنج و تفاوت نگرش او با سایر دختران در دنیای شطرنج است.
در نوامبر ۱۹۸۸، جودیت و خواهرانش به همراه ایلدی کو مادل نماینده کشور مجارستان در بخش بانوان المپیاد شطرنج ۲۸ ام در تسالونیکی بودند. فدراسیون بین‌المللی شطرنج اجازه نمی‌داد که خانواده پولگار در مسابقات تیمی با مردان بازی کنند. پیش از این مسابقات، ادوارد گوفلد، استاد بزرگ شوروی و مربی تیم زنان شوروی، نظر منفی دربارهٔ آنها داشت و گفت: «این دختران بخش بزرگی از تصویر به سرعت به دست آمده‌شان را در این المپیاد از دست خواهند داد.» با این حال، تیم زنان مجارستان قهرمان شد و این اولین بار بود که این عنوان از آن شوروی نبود. جودیت در این مسابقات با کسب بالاترین امتیاز، مدال طلای فردی را به دست آورد.
در ژانویه ۱۹۸۹، جودیت در رده‌بندی Elo با ریتینگ ۲۵۵۵ در سن ۱۲ سالگی در رده ۵۵ جهان قرار گرفت و ۳۵ امتیاز از قهرمان جهان بانوان، مایا چیبوردانیدزه، جلوتر بود. او در شش ماه قبل ۱۹۰ امتیاز ریتینگ بیشتر کسب کرده بود. بازی جودیت که ترکیبی از سکوت و تواضع در برابر شدت سبک بازی‌اش بود، توجه‌ها را جلب کرده بود. دیوید نورود، استاد بزرگ انگلیسی، در یادآوری از بازی که جودیت در آن او را شکست داده بود، او را «این موجود کوچک با موهای قرمز» توصیف کرده بود که حریف را نابود می‌کند.
تا پیش از ۱۳ سالگی، جودیت به جمع ۱۰۰ بازیکن برتر جهان پیوسته بود و مجله شطرنج بریتانیا نوشته بود که نتایج اخیر جودیت پولگار باعث شده که عملکردهای فیشر و کاسپاروف در سنین مشابه محو شوند. استاد بزرگ انگلیسی، نایجل شورت، جودیت را یکی از «سه یا چهار نابغه بزرگ شطرنج در تاریخ» می‌دانست. هرچند کاسپاروف در ابتدا شک داشت و می‌گفت: «او استعداد شطرنج فوق‌العاده‌ای دارد، اما در نهایت او یک زن است.» اما بعدها کاسپاروف نظر خود را تغییر داد و پس از شکست در بازی سریع در برابر جودیت در سال ۲۰۰۲، گفت: «پولگارها نشان دادند که هیچ محدودیتی ذاتی در توانایی‌هایشان وجود ندارد.»
در سال ۱۹۹۳، سوکسی پُلگار اولین زنی شد که توانست برای یک مسابقه اینترزونال (Interzonal) واجد شرایط شود. در ماه مارس، او در مسابقات منطقه‌ای بوداپست در جایگاه دوم مشترک قرار گرفت و در مسابقه تعیین رتبه برنده شد. سپس او جایگاه خود را به عنوان یکی از برجسته‌ترین بازیکنان جهان تأیید کرد، اگرچه به‌طور محدود نتوانست به مسابقات کاندیداتوری فیده و پی‌سی‌ای دست یابد.
در تابستان ۱۹۹۳، بابی فیشر برای مدتی در خانه پُلگارها اقامت کرد. او به دلیل صدور حکم دستگیری از سوی ایالات متحده برای نقض تحریم‌های سازمان ملل علیه یوگسلاوی در مسابقه‌اش با اسپاسکی در سال ۱۹۹۲ در انزوا زندگی می‌کرد. سوکسی پُلگار با خانواده‌اش بابی را ملاقات کرد و او را متقاعد کرد که از پنهان شدن خارج شود. در طول اقامت فیشر، او بازی‌های زیادی از شطرنج تصادفی فیشر (Fischer Random Chess) بازی کرد و به خواهران پُلگار در تحلیل بازی‌هایشان کمک کرد. با این حال، به دلیل دیدگاه‌های سیاسی فیشر، مشکلاتی به وجود آمد.
در تابستان ۱۹۹۴، پُلگار بزرگ‌ترین موفقیت دوران حرفه‌ای خود را به دست آورد و در مسابقات بین‌المللی مادرید در اسپانیا پیروز شد. او در رقابتی که شامل گاتا کامسکی، یوگنی بارِو، والری سالوف و ایوان سوکولوف بود، با نتیجه ۷–۲ به برتری رسید و ۱٫۵ امتیاز بیشتر از نفر دوم کسب کرد. رتبه‌بندی عملکرد او در این مسابقه ۲۷۷۸ بود که در برابر رقبای با رتبه ۲۶۷۲ قرار گرفت.

### قوی‌ترین بازیکن شطرنج زن
پولگار معمولاً به عنوان قوی‌ترین بازیکن شطرنج زن تمام دوران‌ها شناخته می‌شود. در ژانویه ۱۹۹۶، او به تنها زنی تبدیل شد که در بین ده بازیکن برتر شطرنج جهان قرار گرفت. در اوت ۱۹۹۶، او در یک تورنمنت بسیار قوی با ۱۰ بازیکن در وین شرکت کرد که در آن آناتولی کارپوف، توپالوف و بوریس گلفاند برای مقام اول به‌طور مشترک برنده شدند و کرام‌نیک، پولگار و لکوی برای مقام چهارم به‌طور مشترک قرار گرفتند. در دسامبر ۱۹۹۶، پولگار در مسابقه‌ای در سائوپائولو در برابر قهرمان شطرنج برزیل، گیلیبرت میلوس، به رقابت پرداخت و در این مسابقات دو بازی را برد، یک بازی را مساوی کرد و یک بازی را واگذار کرد و مبلغ ۱۲٬۰۰۰ دلار جایزه دریافت کرد.
در فوریه ۱۹۹۷، او در «سوپرتورنمنت» لینارس شرکت کرد که در آن کاسپاروف موفق به کسب مقام اول شد. پولگار در این تورنمنت ۱۲ نفره که میان‌گین رتبه‌بندی بازیکنان ۲۷۰۱ بود، در جایگاه پنجم قرار گرفت و بالاتر از بازیکنانی مانند آناند، ایوانچوک، گلفاند و شیروف ایستاد. نتیجه او در این تورنمنت بسیار برجسته ارزیابی شد و مهارت‌های تاکتیکی‌اش به ویژه در بازی‌اش با ایوانچوک ستوده شد. در آوریل ۱۹۹۷، او در تورنمنت شطرنج دوس هرماناس، که یک رویداد دسته‌بندی XIX با شرکت ۱۰ نفر از بهترین بازیکنان جهان بود، شرکت کرد و در جایگاه ششم با امتیاز ۴٫۵–۴٫۵ قرار گرفت.
در ژوئن ۱۹۹۷، پولگار در تورنمنت شطرنج ۱۰ نفره مادرید که توسط توپالوف برنده شد، با امتیاز ۴٫۵–۴٫۵ به تساوی رسید. در جولای ۱۹۹۷، او در تورنمنت بین‌المللی دورتموند که یکی از تورنمنت‌های نخبگان بود، شرکت کرد و در میان ۱۰ بازیکن قوی در جایگاه پنجم قرار گرفت. در این مسابقات، او در برابر وسلین توپالوف، که در آن زمان چهارمین بازیکن برتر جهان بود، با مهره‌های سیاه به پیروزی رسید. توپالوف تا قبل از حرکت تاکتیکی پیچیده پولگار که یک قربانی‌سازی موقعیتی عمیق بود، در وضعیت بهتری قرار داشت. در اکتبر ۱۹۹۷، او در تورنمنت بین‌المللی VAM در هوگهووین هلند به‌طور مشترک برای مقام دوم در تورنمنت دو دور رو در رو با چهار استاد بزرگ قرار گرفت. رابرت برن، استاد بزرگ شطرنج، در ستون نیویورک تایمز خود در ۲۶ اوت ۱۹۹۷ نوشت: «بحث زیادی در مورد این که قوی‌ترین بازیکن تاریخ شطرنج کیست وجود دارد، اما در مورد بهترین بازیکن زن هیچ شک و تردیدی وجود ندارد: او، یودیت پولگار، است.»
در ژانویه ۱۹۹۸، او در رقابت‌های دسته XVII در هوگووینز در وایک aan زی، هلند شرکت کرد که در آن ۱۴ نفر از بهترین استاد بزرگ‌های جهان حضور داشتند. او در وسط جدول قرار گرفت و با کارپف، توپالف و یرون پیکت در جایگاه ششم تا دهم با امتیاز مساوی ۶٫۵ از ۱۳ بازی قرار گرفت. پُلگار تنها شکست خود را به ویشواناتان آناند، قهرمان مشترک این تورنمنت، تحمیل کرد.
در ژوئن ۱۹۹۸ در بوداپست، پُلگار یک مسابقه هشت‌بازی با شطرنج «اکشن» (۳۰ دقیقه برای تمام بازی) در برابر آناتولی کارپف برگزار کرد. او این مسابقه را با نتیجه ۵–۳ برد، دو بازی را با برد به اتمام رساند و باقی بازی‌ها با تساوی پایان یافت. در آن زمان کارپف قهرمان جهان فیده بود. در آگوست ۱۹۹۸، پُلگار اولین زنی بود که توانست قهرمان مسابقات اوپن ایالات متحده شود که در کنوا سورف ریزورت در کایلوآ-کونا، هاوایی برگزار شد. او این پیروزی را با بوریس گولکو، استاد بزرگ، به اشتراک گذاشت و هر دو امتیاز ۸–۱ کسب کردند.
در اکتبر ۱۹۹۸، پُلگار تورنمنت چهار استاد بزرگ در هوگووین، هلند را با فاصله ۱٫۵ امتیاز بیشتر از یان تیممن برد. در نوامبر ۱۹۹۸، او در تورنمنت شطرنج سریع ویدرا در اسرائیل شرکت کرد و با ویشواناتان آناند به‌طور مشترک برای اولین بار مقام اول را به دست آوردند و هر دو ۱۱٫۵ امتیاز از ۱۴ بازی کسب کردند. در نهایت، آناند در بازی تساوی‌شکن بر پُلگار پیروز شد.
در ژانویه ۲۰۰۰، پلگار در یک تورنمنت در پامپلونا، اسپانیا که توسط نایجل شورت برنده شد، نتیجه ناامیدکننده‌ای کسب کرد. او با تنها ۴ امتیاز از ۹ بازی، در جایگاه مشترک ۶–۷ با یان تیممن قرار گرفت که او نیز پایین‌تر از رتبه خود بازی کرده بود. در ادامه همان ماه، او در تورنمنت دسته‌بندی XVIII در کوروس وایک آن زی، که توسط کاسپاروف برنده شد، دوباره نتیجه ناامیدکننده‌ای کسب کرد. او تا دور یازدهم هیچ بازی را نبرد و در پایان با ۵ امتیاز از ۱۳ بازی، در جایگاه مشترک ۱۱–۱۲ با ویکتور کورچنوی از چهارده استاد بزرگ قرار گرفت. با این حال، در مسابقات قهرمانی تیم‌های اروپا در باتومی، گرجستان، که در همان ماه برگزار شد، مدال طلا را به دست آورد و در جدول ۲ با کسب ۶½-۲½ امتیاز به قهرمانی رسید.
در آوریل و مه ۲۰۰۰، پلگار یکی از قوی‌ترین تورنمنت‌هایی که تاکنون در آسیا برگزار شده بود را برد. کلاسیک جاپفا در دنپاسار، بالی، اندونزی یک رویداد دسته‌بندی XVI با ۱۰ بازیکن بود که شامل الکساندر خالیفمن، قهرمان جهانی فیده در آن زمان، و آناتولی کارپوف، پیشین قهرمان جهان، می‌شد. در آخرین دور، چهار بازیکن پلگار، خالیفمن، کارپوف و جیلبرتو میلوس با هم مساوی بودند، اما پلگار بازی خود را مقابل استاد بزرگ برزیلی میلوس برد، در حالی که خالیفمن و کارپوف در یک بازی مساوی قرار گرفتند. پلگار با ۶½-۲½ قهرمان شد و جایزه ۲۰٬۰۰۰ دلاری را دریافت کرد. در پایان ماه مه، او تورنمنت بین‌المللی سیگمن و کمپانی در مالمو، سوئد را برد.
در فوریه و مارس ۲۰۰۱، پلگار در تورنمنت معتبر دو دورینی لینارس که شش نفر از قوی‌ترین بازیکنان جهان در آن حضور داشتند، شرکت کرد. این تورنمنت پیروزی کاسپاروف بود که با ۷½ امتیاز از ۱۰ بازی به قهرمانی رسید. پنج شرکت‌کننده دیگر، پلگار، کارپوف، شیروف، گریشوک و لکه‌و همگی با ۴½ امتیاز در جایگاه دوم و آخر قرار گرفتند. اما پلگار هر دو بازی خود را با کاسپاروف مساوی کرد، این اولین باری بود که او در مسابقات زیر کنترل زمان تورنمنت این کار را انجام می‌داد.